# Cmentarz przy ul. Cmentarnej w Grudziądzu
Cmentarz przy ul. Cmentarnej w Grudziądzu – kompleks nekropolii, położony za parkiem miejskim i składający się z cmentarza katolickiego (farnego) i ewangelickiego (parafii ewangelicko-augsburskiej) o zatartych granicach wewnętrznych oraz dodatkowo z pustego obszaru dawnego cmentarza żydowskiego. Po II wojnie światowej nazywany też Cmentarzem Centralnym. 

## Historia
W związku ze znacznym rozwojem Grudziądza w XIX w., pod koniec stulecia dawne cmentarze – ewangelicki przy ul. Toruńskiej oraz katolickie przy ul. Ogrodowej i Rybackiej – okazały się niewystarczające i na dodatek znalazły się w samym centrum narastającej zabudowy miejskiej. W związku z tym zdecydowano się na założenie nowych cmentarzy, położonych obok siebie, w oddalonym miejscu za dawnym laskiem miejskim, w 1907 r. przekształconym w park. Dawne nekropolie śródmiejskie zostały wkrótce zamknięte, chociaż ich ostateczna likwidacja nastąpiła dopiero po II wojnie światowej. Natomiast nadal pozostały czynne położone na obrzeżach miasta cmentarze garnizonowe i więzienny oraz dzielnicowe różnych wyznań, w tym częściowo zachowany do dziś cmentarz ewangelicki przy ul. Grunwaldzkiej.

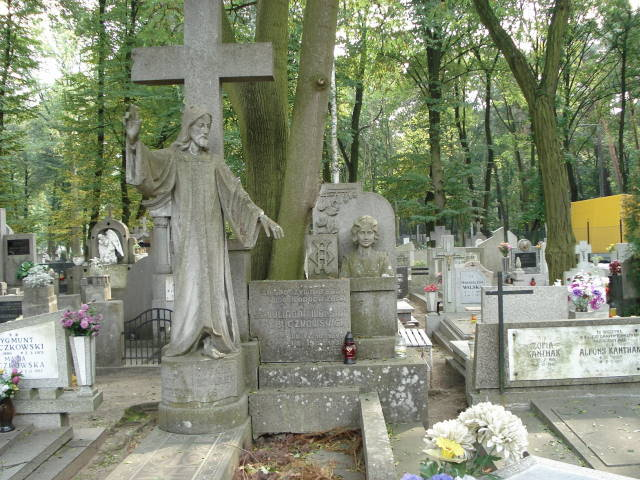
Fragment cmentarza farnego w Grudziądzu

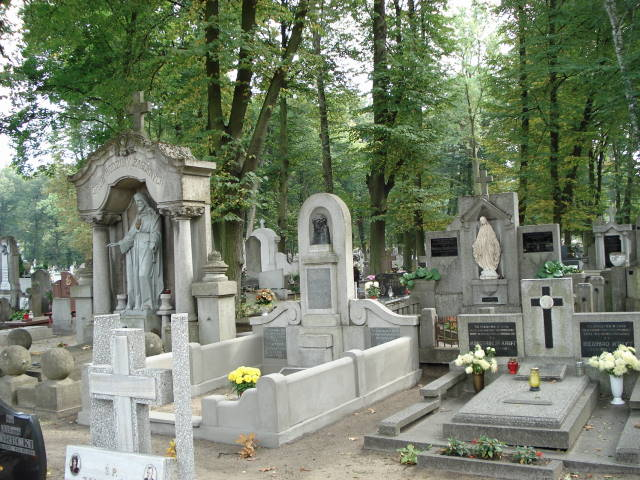
Fragment cmentarza farnego w Grudziądzu

## Cmentarz ewangelicki
Nowy cmentarz ewangelicki założono w 1894 r. jako ewangelicko-unijny, a jego powierzchnia wynosi około 2,95 ha. Obecnie służy całej ludności miasta, bez różnicy wyznania, choć nadal są zachowane osobne kwatery przeznaczone dla wyznań protestanckich. Po 1945 r. stał się własnością parafii ewangelicko-augsburskiej św. Jana. Z pierwotnego okresu przetrwała ozdobna murowana neorenesansowa brama wejściowa oraz zabudowania kaplicy, kostnicy i domku obsługi – obecnie domu parafialnego. Zabudowania były odnawiane w latach 40. i 80. XX w. Częściowo zachowany jest oryginalny drzewostan.
Przetrwały tylko bardzo nieliczne groby sprzed II wojny światowej. Do najstarszych należy figura żałobnicy z nagrobka przedsiębiorcy budowlanego Hermanna Sawitzkiego (ok. 1918), zapewne przywieziona z Berlina oraz nagrobek Emila Kahraua z 1917 r. Spory głaz kryje wspólną mogiłę Adolfa Krumma i Ericha Rieboldta, zamordowanych w wyniku napadu na wiec przedwyborczy mniejszości niemieckiej w 1933 r. Fragmenty starych żeliwnych ogrodzeń z cmentarza przekazano do zbiorów Muzeum w Grudziądzu. Z czasów powojennych znajdują się tu m.in. mogiły zasłużonych dla polskiej parafii małżonków inżynierostwa Artura i Emmy Damiców oraz doktorostwa Stanisława i Zofii Suliborskich i ich syna Piotra Suliborskiego. W 2002 r. na ścianie kaplicy odsłonięto dwujęzyczną tablicę poświęconą pamięci niemieckich mieszkańców miasta pochowanych na tutejszym cmentarzu.

## Cmentarz katolicki
Również cmentarz parafii farnej otwarto w 1894 r. Początkowo zajmował powierzchnię zaledwie 0,81 ha, ale po II wojnie światowej wzrosła ona 12 ha. Sprzed I wojny światowej zachowało się mało grobów, ale za to przetrwało szereg z okresu międzywojennego, jak również stare drzewa. Oprócz wielu tysięcy grobów mieszkańców miasta, znajdują się tu zbiorowe mogiły obrońców Grudziądza we wrześniu 1939 r. i ofiar hitlerowskich represji, w tym powstańców warszawskich. 
Spoczęli tu m.in.:
- Ryszard Babalski (1920-1995) – polski działacz społeczny, uczestnik wojny obronnej 1939
- Julian Bloch (1893–1960) – organista, działacz śpiewaczy, ojciec kompozytora Augustyna Blocha
- Józef Błachnio
- Eugeniusz Chmielewski (1930–2008) – technik mechanik, historyk-regionalista, działacz społeczny
- Jerzy Feldman
- Xaver Froelich (1822–1898) – archiwista i historyk
- Henryk Gąsiorowski (1878–1947) – major WP, nauczyciel, krajoznawca i fotografik
- Leon Grajewski (1923–1981) – artysta malarz, scenograf, poeta, nauczyciel
- Georg Jalkowski
- Franciszek Teodor de la Grange (1816–1909) – praprawnuk brata królowej Marii Kazimiery Sobieskiej, działacz polskich organizacji pod zaborem pruskim
- ks. Paulin Kalinowski (1907–1977) – długoletni proboszcz parafii farnej
- Helena Kruszonowa (1882–1942) – działaczka organizacji kobiecych i charytatywnych, dziennikarka
- Wiktor Kulerski
- Bożena Malicka (1923–2008) – fotograf, działaczka społeczna
- Fernanda Malicka (1919–2008) – fotograf
- Bronisław Malinowski
- Stanisław Myśliborski-Wołowski (1919–1983) – pedagog i historyk
- Ryszard Milczewski-Bruno
- Tadeusz Niewiakowski (1895–1982) – oficer WP, działacz kulturalny, literat
- Henryk Rasmus
- Alojzy Ruchniewicz
- Jan Aleksander Sikorski (1941–2008) – nauczyciel matematyki, radny Rady Miejskiej
- Władysława Staruszkiewicz (1908-1970) – działaczka społeczna
- Salomea Sujkowska – lekarz, działaczka społeczno-kulturalna, Honorowy Obywatel Miasta Grudziądza
- Stanisław Szpulecki (189–1966) – oficer, kapelmistrz 64 pp, kompozytor hejnału m. Grudziądza
- Adam Wolnikowski (1915–1990) – krajoznawca, regionalista, bibliofil i kolekcjoner
- Dobrosław Julian Wyrwicki (1900-1988) – lekarz
- Franciszek Antoni Zieliński (1876-1954) – generał brygady WP, dowódca 4 Dywizji Piechoty w Toruniu
- Jarosław Skarżyński (25 maja 1968–19 października 1999) – Żużlowiec GKM Grudziądz 1986–1989 i 1992–1998 i Wybrzeża Gdańsk 1990–1991
- Bolesław Krzemień (1921-2012) – nauczyciel i dyr. m.in. II LO im. króla Jana III Sobieskiego, społecznik, radny, przewodniczący Prezydium MRN 1960–1963
- Bożesław Tafelski (23 grudnia 1945–20 maja 2015) – prezydent Grudziądza 1982–1990 i 1998–2002, wójt gminy Gruta 1990–1998 i radny 2002–2006
- Czesław Szachnitowski (16 czerwca 1914–15 listopada 2015) Honorowy Obywatel Grudziądza, artysta plastyk, wieloletni nauczyciel w II LO im. króla Jana III Sobieskiego w Grudziądzu
- Maria Warzyńska (1952–2022) – piosenkarka[1]

## Dawny cmentarz żydowski
Cmentarz żydowski został założony w 1890 r., po zapełnieniu dawnego przy ul. Sowińskiego w Tarpnie. Miał powierzchnię około 0,55 ha. Na początku 1940 r. został zlikwidowany przez hitlerowców, a płyty nagrobne zużyto jako materiał do wzmocnienia stoków Wisły. Obecnie teren nie jest użytkowany.

## Nowy cmentarz komunalny
W związku z wyczerpywaniem się możliwości grzebalnych nekropolii przy ul. Cmentarnej, w 2002 r. otwarto nowy rozległy Cmentarz Komunalny we włączonej do obszaru miasta Kobylance przy ul. Jaskółczej, mogący docelowo pomieścić nawet 100 tysięcy pochówków.